# Jamal Gay

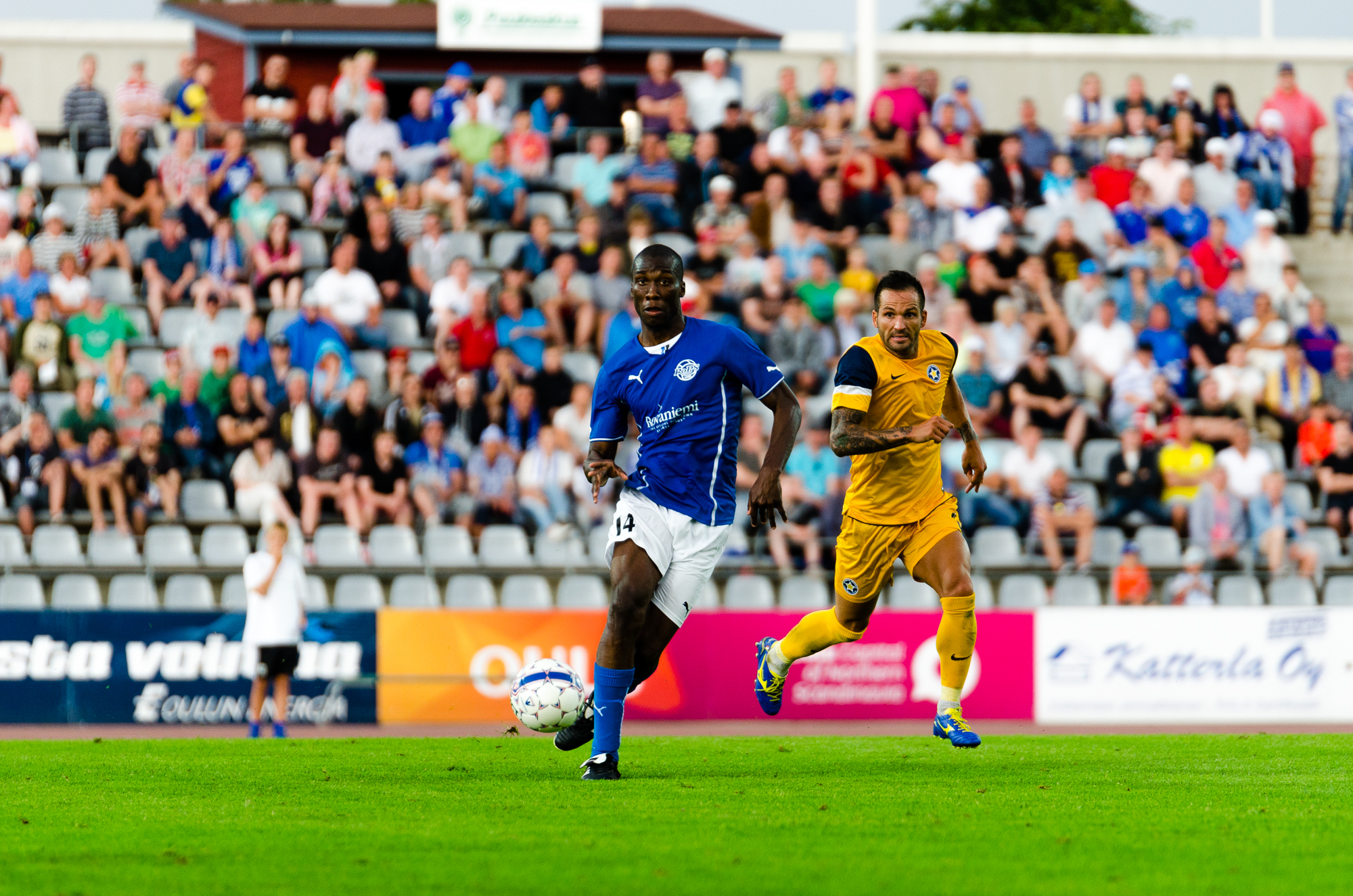
Jamal Gay (im blauen Trikot) im Spiel Rovaniemi PS – Asteras Tripolis, 17. Juli 2014

Jamal Bevon Gay (* 9. Februar 1989 in La Horquetta, Arima (Trinidad und Tobago)) ist ein Fußballspieler aus Trinidad und Tobago.

## Karriere
Gay begann seine Aktivenkarriere 2008 bei Joe Public, zuvor spielte er für die Schulauswahl der El Dorado Senior Comprehensive School. Im Januar 2009 absolvierte er ein Probetraining beim deutschen Zweitligisten Rot-Weiß Oberhausen und erhielt schließlich einen Vertrag bis Sommer 2011, der in der Winterpause der Saison 2009/10 vom Verein aufgelöst wurde.
Bereits im März 2008 kam Gay erstmals in der Nationalmannschaft von Trinidad und Tobago zum Einsatz. Bis zum Jahresende brachte es der auch für die U-20-Landesauswahl auflaufende Stürmer auf insgesamt drei Länderspiele und erzielte dabei einen Treffer.